# 몬테네그로 공국
몬테네그로 공국(세르비아어: Књажевина Црнa Горa / Knjaževina Crna Gora 크냐제비나 츠르나고라)은 1852년 3월 13일부터 1910년 8월 28일까지 현재의 몬테네그로에 존재했던 공국이다.
1852년 3월 13일 몬테네그로의 공작을 자처한 페트로비치네고시 가의 다닐로 1세가 자신이 소유하고 있던 영지를 세속화하면서 몬테네그로 공국이 수립되었다. 1858년 5월 1일에 몬테네그로 공국이 그라호바츠(Grahovac) 전투에서 오스만 제국에 승리하면서 몬테네그로 공국과 오스만 제국 간의 경계선이 확립되었다.
1860년 8월 13일에 다닐로 1세가 암살되었고 다닐로 1세의 조카였던 니콜라 1세가 몬테네그로의 공작으로 즉위했다. 1876년부터 1878년까지 일어난 몬테네그로-오스만 전쟁에서 몬테네그로 공국은 러시아 제국, 세르비아 공국의 지원을 받으면서 오스만 제국을 격파했다.
1878년 3월 3일 러시아 제국과 오스만 제국 사이에 체결된 산스테파노 조약에 따라 오스만 제국은 몬테네그로 공국의 독립을 승인했으며 몬테네그로 공국의 영토가 확대되었다. 1878년 7월 13일에 열린 베를린 회의를 통해 몬테네그로 공국은 국제적인 승인을 받았다.
1905년에 제정된 헌법에 따라 니콜라 1세의 칭호가 공작에서 국왕으로 격상되었다. 1910년 8월 28일을 기해 몬테네그로 왕국으로 개편되었다.